# Trégarvan
Trégarvan (bret. Tregarvan) – miejscowość i gmina we Francji, w regionie Bretania, w departamencie Finistère.
Według danych na rok 1990 gminę zamieszkiwały 164 osoby, a gęstość zaludnienia wynosiła 17 osób/km² (wśród 1269 gmin Bretanii Trégarvan plasuje się na 1006. miejscu pod względem liczby ludności, natomiast pod względem powierzchni na miejscu 851.).